# Szlarnik sawannowy
Szlarnik sawannowy (Zosterops abyssinicus) – gatunek małego ptaka z rodziny szlarników (Zosteropidae). Występuje w północno-wschodniej Afryce oraz na Półwyspie Arabskim. Według IUCN jest to gatunek najmniejszej troski.

## Systematyka
Gatunek ten po raz pierwszy zgodnie z zasadami nazewnictwa binominalnego opisał francuski przyrodnik Félix Édouard Guérin-Méneville w wydanej w 1843 roku Revue Zoologique, par la Société Cuvierienne. Autor nadał gatunkowi nazwę Zosterops abyssinicus.
Jest to jeden z gatunków Zosterops, których taksonomia uległa zmianie w ostatnich latach. Do niedawna wyróżniano sześć podgatunków Z. abyssinicus, obecnie tylko trzy:
- Z. a. abyssinicus Guérin-Méneville, 1843
- Z. a. arabs Lorenz von Liburnau & Hellmayr, 1901
- Z. a. omoensis Neumann, 1904
- Z. a. flavilateralis Reichenow, 1892 – obecnie wyodrębniony jako podgatunek szlarnika krępego (Zosterops flavilateralis flavilateralis),
- Z. a. jubaensis Erlanger, 1901 – obecnie wyodrębniony jako podgatunek szlarnika krępego (Zosterops flavilateralis jubaensis)[7],
- Z. a. socotranus Neumann, 1908 – obecnie wyodrębniony jako osobny gatunek szlarnik sokotrzański (Zosterops socotranus), choć IUCN nadal traktuje ten takson jako podgatunek Z. abyssinicus[10].

### Etymologia
- Zosterops (Fosterops): gr. ζωστηρ zōstēr, ζωστηρος zōstēros „pas”; ωψ ōps, ωπος ōpos „oko”[11].
- abyssinicus: od zwyczajowej nazwy Cesarstwa Etiopii – Abisynia[12].

## Morfologia
- Podgatunek nominatywny Z. a. abyssinicus – mały ptak o szpiczastym, zakrzywionym, stosunkowo długim dziobie. Górna szczęka rogowo-brązowa, dolna różowawo-brązowa. Nogi i stopy brązowe lub jasnoróżowe. Tęczówki od brązowych do bladoczerwonobrązowych. W zasadzie nie występuje dymorfizm płciowy, jednak samce mogą być nieco jaśniejsze i bardziej zielone w górnych partiach ciała. Wokół oczu charakterystyczne białe obrączki oczne, które od strony dzioba są przerwane czarną plamką. Od dzioba do oczu i pod nimi czarne zabarwienia, tuż nad dziobem żółtawy pasek. Głowa zielonkawożółta z czarniawymi przebarwieniami, grzbiet i góra zielonkawe. Gardło i podgardle oraz górna część piersi żółtawe. Dolna część piersi i boki szarawe, brzuch szarawobiały, zad i pokrywy podogonowe bladożółte. Spód skrzydeł i wewnętrzne brzegi lotek białawe. Skrzydła ciemnobrązowe z żółtawozielonymi krawędziami.
- Z. a. arabs – jak u podgatunku nominatywnego z ciemniejszymi szaro-zielonymi górnymi częściami ciała. Tęczówki kasztanowe, nogi różowo-szare. Dziób – w populacjach namorzynowych ptaki mają część szczęki różowawą i dolną różową stającą się bardziej różowoszarą w dolnej części dzioba, w populacjach wyżynnych bliższa nasady część bladoróżowa, dalsza różowoszara.
- Z. a. omoensis – jak u podgatunku nominatywnego, ale bledsze żółtawo-zielone górne części ciała, jaśniejsze żółte gardło i szarawe dolne części ciała, brązowy dziób[8].

Długość ciała 10–12 cm. Masa ciała: Z. a. arabs: populacja jemeńska 8,5–10,4 g, populacja nizinna z Arabii Saudyjskiej 6,9–7,8 g, populacja wyżynna 8,5–10,0 g, Z. a. omoensis: 9 g.

## Zasięg występowania
Poszczególne podgatunki szlarnika sawannowego występują:
- Z. a. abyssinicus – w północno-wschodnim Sudanie (region Arkawit), Erytrei oraz w północnej, środkowej i miejscowo wschodniej Etiopii,
- Z. a. arabs – w południowo-zachodniej Arabii Saudyjskiej, Jemenie oraz środkowym i południowym Omanie,
- Z. a. omoensis – w zachodniej Etiopii i prawdopodobnie na sąsiednich obszarach północno-wschodniego Sudanu Południowego[8].

Zasięg występowania (EOO, Extent of Occurrence) według szacunków organizacji BirdLife International obejmuje około 2,82 mln km².

## Ekologia
Jego habitatem są lasy liściaste, krzewy cierniowe, jałowce, zalesione zbocza górskie i doliny, obszary z przewagą krzewów balsamowca mirry i Anogeissus dhofarica, sawanny, obrzeża lasów, parki i ogrody. W Arabii Saudyjskiej nielicznie spotykany jest w namorzynach. Występuje zazwyczaj od poziomu morza do 1800 m n.p.m., ale na Półwyspie Arabskim pomiędzy 300 a 3000 m n.p.m., a w Etiopii nie wyżej niż 2280 m n.p.m. Jest zasadniczo gatunkiem osiadłym, jednak w Omanie zaobserwowano przemieszczanie się niewielkich grup tego gatunku na bardziej suche obszary. Długość pokolenia jest określana na 3,5 roku.
Dieta tego gatunku składa się głównie z małych owadów, owoców, nasion i nektaru. Zjada nasiona ziół, figowców, akacji i oliwki, spija nektar z Acanthus arboreus, Cordia africana, Aloe sabaea i uprawianego hibiskusa. Żeruje w grupach od 10 do 30 osobników. Czasami dołącza do nich świstunka ciemna (Seicercus umbrovirens).

### Rozmnażanie
Sezon lęgowy przypada w różnych okresach, w zależności od miejsca zamieszkania populacji. W Etiopii to luty, maj i czerwiec, w Sudanie marzec i lipiec, w południowo-zachodniej Arabii Saudyjskiej i zachodnim Jemenie głównie okres od maja do września, we wschodnim Jemenie i południowo-zachodnim Omanie od marca do lipca. Jak wykazują badania, jest to gatunek monogamiczny i gniazdujący samotnie. Gniazdo budowane jest przez oboje rodziców w postaci niewielkiego otwartego kielicha lub w formie małego hamaka z cienkich traw, sznurka i nici bawełnianych, które są posklejane pajęczyną i wyścielone włosiem. Gniazdo jest zawieszone pomiędzy gałązkami krzewów lub niskich drzew lub w rozwidleniu 2–3 gałązek na wysokości od 1,8 do 4 m nad ziemią. W lęgu 2–3 bladoniebieskie jaja składane dzień po dniu. W inkubacji i karmieniu piskląt uczestniczą obie płcie. Gniazda szlarnika sawannowego są zajmowane przez pasożyta lęgowego miodowodzika szarogłowego (Prodotiscus zambesiae). Sukces rozrodczy jest niewielki, wiele jaj i piskląt pada łupem drapieżników.

## Status zagrożenia
W Czerwonej księdze gatunków zagrożonych Międzynarodowej Unii Ochrony Przyrody szlarnik sawannowy został zaliczony do kategorii LC (ang. Least Concern – gatunek najmniejszej troski). Liczebność populacji nie jest oszacowana. BirdLife International ocenia trend liczebności populacji jako trudny do określenia z powodu niepewności co do wpływu zmian habitatu na ten gatunek.